# 芦部信喜
芦部 信喜 （あしべ のぶよし，1923年9月17日—1999年6月12日），日本宪法学者。生于长野县驹根市。1990年日本学士院会員、1993年文化功劳者。是日本宪法学界的代表性人物。
毕业于东京大学法学部。是美濃部達吉衣缽傳人─宫泽俊义的门生。历任东京大学法学部教授、学习院大学教授、放送大学教授等职。后被授予东京大学名誉教授。芦部对于日本的违宪审查标准的确定有着極大影响，是重要的憲法學者之一。曾在中曾根内阁下擔任“关于阁僚参拜靖国神社问题的恳谈会”的成员。芦部是台灣憲法學者李鴻禧的指導教授。

## 生平
1949年东京大学法学部毕业。
1962年以《宪法制定权研究》获得东京大学法学博士学位。
1963年起任东京大学法学部教授。
1984年退休。
1999年因肝病在东京大学去世。享年75岁。

## 著作
- 「宪法和议会政」（东京大学出版会，1971）
- 「宪法诉讼的理论」（有斐閣，1973）
- 「現代人权論」（有斐閣，1974）
- 「宪法诉讼的現代展開」（有斐閣，1981）
- 「宪法制定権力」（东京大学出版会，1983）
- 「司法的形态和人权」（东京大学出版会，1983）
- 「宪法」 （岩波书店, 1992）ISBN 4000227270；中译本“宪法”(林来梵等译)（北京大学出版社，2006）ISBN 9787301103845
- 「人权和宪法诉讼」（有斐閣，1994）
- 「人权和议会政」（有斐閣，1996）
- 「宗教・人权・宪法学」（有斐閣，1999）

## 学生
- 高桥和之
- 户波江二
- 高见胜利
- 户松秀典